# 페넌트콜로부스

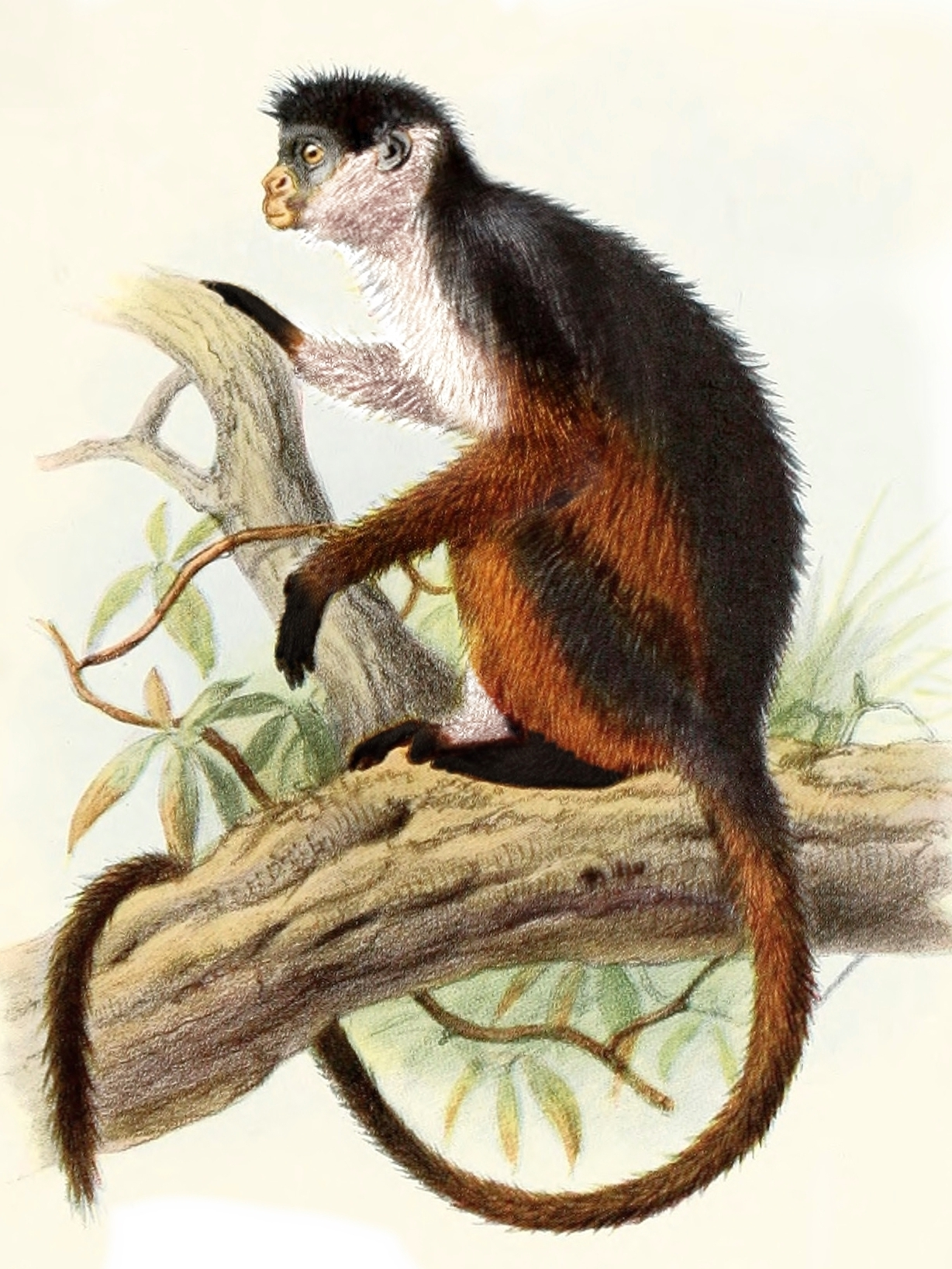

페넌트콜로부스(Procolobus pennantii)는 긴꼬리원숭이과에 속하는 영장류의 하나이다. 이들 개체군은 비오코섬 (적도기니)과 나이지리아 동부의 니제르강 삼각주 그리고 콩고 공화국 중동부에 각각 격리되어, 기묘하게 분포하고 있어 생물지리학적 수수께기의 하나로 간주되고 있다. 우림과 습지 늪에서 발견된다. 서식지 파괴와 부쉬미트를 위한 사냥으로 멸종 위기에 처해 있으며, 아종 "부비에"(bouvieri)는 심각한 멸종 위기종으로 분류되고 있으며 적어도 지난 20년 동안 목격된 적이 없어서, 일부는 이미 멸종된 것으로 보기도 한다.
다음과 같은 3종의 아종이 있다.
- 비오코붉은콜로부스 (Procolobus pennantii pennantii)
- 나이저삼각주붉은콜로부스 (Procolobus pennantii epieni)
- 부비어붉은콜로부스 (Procolobus pennantii bouvieri)

## 계통 분류
다음은 붉은콜로부스의 계통 분류이다.
|  | 프로이스붉은콜로부스 |
|  |                      |
|  | 페넌트콜로부스       |
|  |                      |

|  | 로마미붉은콜로부스          |
|  |                             |
|  | 오스탈렛붉은콜로부스 (서부) |
|  |                             |

|  | 오스탈렛붉은콜로부스 (동부) |
|  |                             |
|  | 중부아프리카붉은콜로부스    |
|  |                             |
|  | 우간다붉은콜로부스          |
|  |                             |
|  | 타나강붉은콜로부스          |
|  |                             |

|  | 우드중와붉은콜로부스 |
|  |                      |
|  | 잔지바르붉은콜로부스 |
|  |                      |

|  | 오스탈렛붉은콜로부스 (동부) |
|  |                             |
|  | 중부아프리카붉은콜로부스    |
|  |                             |
|  | 우간다붉은콜로부스          |
|  |                             |
|  | 타나강붉은콜로부스          |
|  |                             |

|  | 우드중와붉은콜로부스 |
|  |                      |
|  | 잔지바르붉은콜로부스 |
|  |                      |

|  | 프로이스붉은콜로부스 |
|  |                      |
|  | 페넌트콜로부스       |
|  |                      |

|  | 로마미붉은콜로부스          |
|  |                             |
|  | 오스탈렛붉은콜로부스 (서부) |
|  |                             |

|  | 오스탈렛붉은콜로부스 (동부) |
|  |                             |
|  | 중부아프리카붉은콜로부스    |
|  |                             |
|  | 우간다붉은콜로부스          |
|  |                             |
|  | 타나강붉은콜로부스          |
|  |                             |

|  | 우드중와붉은콜로부스 |
|  |                      |
|  | 잔지바르붉은콜로부스 |
|  |                      |

|  | 오스탈렛붉은콜로부스 (동부) |
|  |                             |
|  | 중부아프리카붉은콜로부스    |
|  |                             |
|  | 우간다붉은콜로부스          |
|  |                             |
|  | 타나강붉은콜로부스          |
|  |                             |

|  | 우드중와붉은콜로부스 |
|  |                      |
|  | 잔지바르붉은콜로부스 |
|  |                      |

|  | 프로이스붉은콜로부스 |
|  |                      |
|  | 페넌트콜로부스       |
|  |                      |

|  | 로마미붉은콜로부스          |
|  |                             |
|  | 오스탈렛붉은콜로부스 (서부) |
|  |                             |

|  | 오스탈렛붉은콜로부스 (동부) |
|  |                             |
|  | 중부아프리카붉은콜로부스    |
|  |                             |
|  | 우간다붉은콜로부스          |
|  |                             |
|  | 타나강붉은콜로부스          |
|  |                             |

|  | 우드중와붉은콜로부스 |
|  |                      |
|  | 잔지바르붉은콜로부스 |
|  |                      |

|  | 오스탈렛붉은콜로부스 (동부) |
|  |                             |
|  | 중부아프리카붉은콜로부스    |
|  |                             |
|  | 우간다붉은콜로부스          |
|  |                             |
|  | 타나강붉은콜로부스          |
|  |                             |

|  | 우드중와붉은콜로부스 |
|  |                      |
|  | 잔지바르붉은콜로부스 |
|  |                      |

|  | 프로이스붉은콜로부스 |
|  |                      |
|  | 페넌트콜로부스       |
|  |                      |

|  | 로마미붉은콜로부스          |
|  |                             |
|  | 오스탈렛붉은콜로부스 (서부) |
|  |                             |

|  | 오스탈렛붉은콜로부스 (동부) |
|  |                             |
|  | 중부아프리카붉은콜로부스    |
|  |                             |
|  | 우간다붉은콜로부스          |
|  |                             |
|  | 타나강붉은콜로부스          |
|  |                             |

|  | 우드중와붉은콜로부스 |
|  |                      |
|  | 잔지바르붉은콜로부스 |
|  |                      |

|  | 오스탈렛붉은콜로부스 (동부) |
|  |                             |
|  | 중부아프리카붉은콜로부스    |
|  |                             |
|  | 우간다붉은콜로부스          |
|  |                             |
|  | 타나강붉은콜로부스          |
|  |                             |

|  | 우드중와붉은콜로부스 |
|  |                      |
|  | 잔지바르붉은콜로부스 |
|  |                      |